# Canistrum aurantiacum
Canistrum aurantiacum är en gräsväxtart som beskrevs av Charles Jacques Édouard Morren. Canistrum aurantiacum ingår i släktet Canistrum och familjen Bromeliaceae. Inga underarter finns listade i Catalogue of Life.

## Bildgalleri

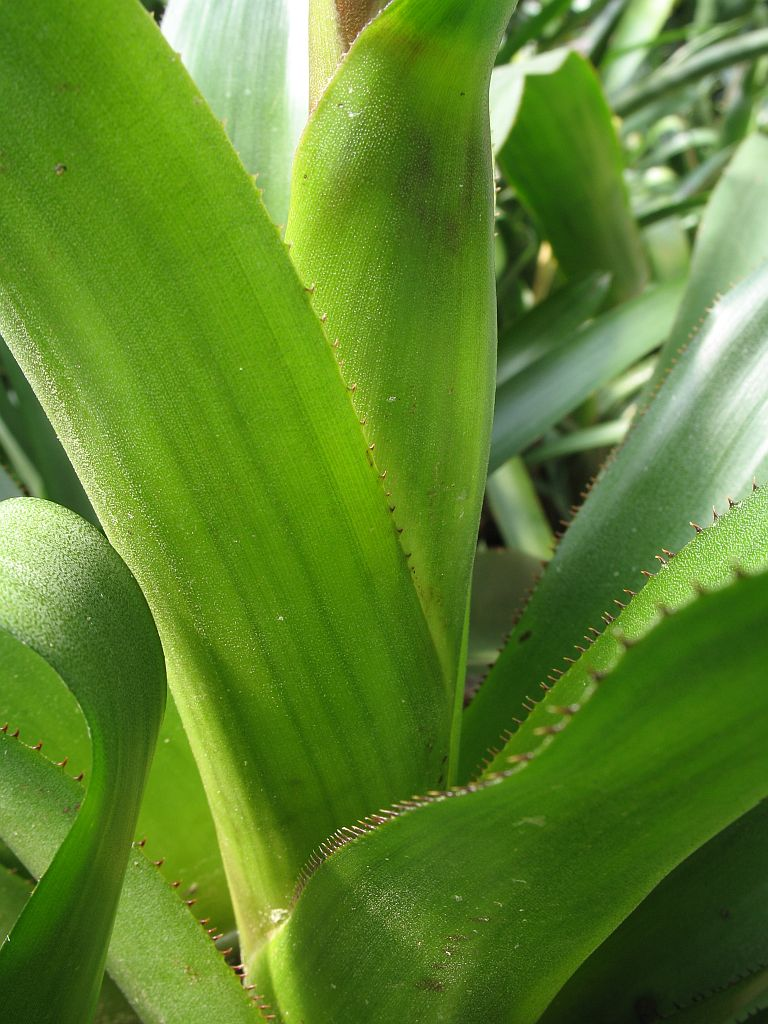
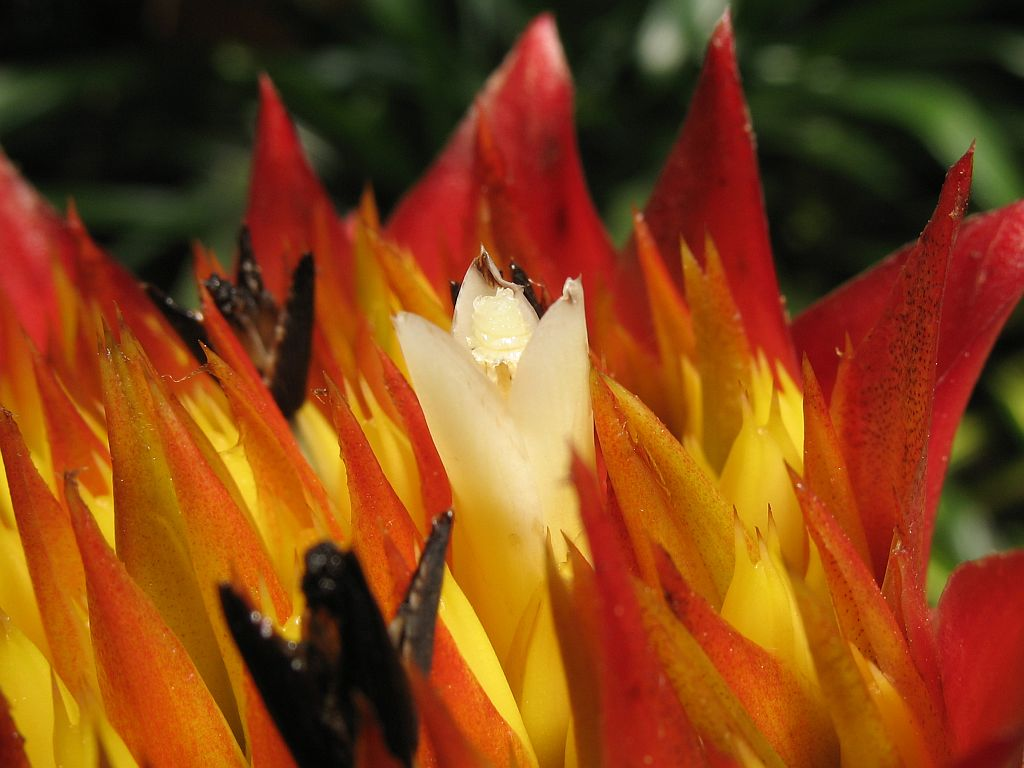